# Шелест Денис Андрійович
Дени́с Андрі́йович Ше́лест  (* 16 жовтня 1906, Станіславчик — † 1 серпня 1979, Харків)  — полковник ЗС СРСР, Герой Радянського Союзу (1943), учасник німецько-радянської війни.

## Біографія

Меморіальна дошка Денису Шелесту у Харкові (демонтована 28.02.2025)

Народився 16 жовтня 1906 року в селі Станіславчик Богопільської волості Балтського повіту Подільської губернії (тепер село Первомайського району Миколаївської області) в селянській родині. Українець. У 1925 році закінчив 4 класи школи і влаштувався на будівництво першої на Південному Бузі Первомайської ГЕС, одночасно навчався на робітфаці. По закінченні 2-го курсу в 1927 році призваний до лав Червоної Армії.
Військову службу проходив у 283-му стрілецькому полку Закавказького військового округу.
З 1931 по 1934 роки навчався в артилерійському училищі імені 26 бакинських комісарів у Тбілісі.
У 1933 — 1936 роках — командир взводу в Приволзькому військовому окрузі.
З 1936 по 1939 роки — командир взводу, напівбатареї, помічник начальника полкової школи, старший ад'ютант в Уральському військовому окрузі.
У 1939 — 1940 роках брав участь у радянсько-фінській війні на посаді помічника начальника штабу 414-го артилерійського полку.
У березні 1941 року присвоєно військове звання капітан і був призначений начальником штабу 618-го артилерійського полку в Прибалтійському військовому окрузі.
Учасник Німецько-радянської війни з червня 1941 року. У липні був важко поранений, перебував у шпиталі до жовтня 1941 року.
4 жовтня 1941 року призначений начальником штабу 327-го артилерійського полку 186-ї стрілецької дивізії 22-ї армії Калінінського фронту.
У грудні 1941 року присвоєно військове звання майор і був призначений начальником штабу командувача артилерії 369-ї стрілецької дивізії.
У березні 1943 року майор Шелест був поранений і направлений до шпиталю. Після одужання призначений командиром 201-го мінометного полку 12-ї окремої мінометної бригади РГК.
Діючи в складі 39-ї армії Воронезького фронту, полк брав участь у бойових діях на території Чернігівщини, Сумщини.
В кінці вересня 1943 року мінометники Шелеста форсували Дніпро в районі сіл Вишгород і Лютіж, захопили плацдарм і успішно його утримували.
3 листопада 1943 року після щільної артпідготовки, розпочався наступ на Київ. В ніч з 5 на 6 листопада полк зав'язав бої безпосередньо в Києві. Мінометники Шелеста одними з перших увійшли до столиці України і досягли Хрещатика.
«За виключну відвагу і героїзм, виявлені при форсуванні Дніпра і звільненні від німецько-фашистських загарбників міста Києва», Указом Президії Верховної Ради СРСР від 24 грудня 1943 року командиру 201-го мінометного полку майору Шелесту Д. А. присвоєне звання Героя Радянського Союзу.
В подальшому брав участь у Львівсько-Сандомирській наступальній операції. У вересні 1944 року підполковник Шелест був призначений командиром 852-го артилерійського полку 27-ї стрілецької дивізії.
Брав участь у бойових діях на території Словаччини, Польщі, Чехії.
Після закінчення війни полк, яким командував Шелест, було переведено до Львівського військового округу. У березні 1946 року отримав військове звання полковник.
З 1947 по 1950 роки проходив військову службу в Одеському військовому окрузі. Заочно закінчив Військову академію імені М. В. Фрунзе.
В 1950 — 1953 роках командував полком на острові Сахалін.
У 1953 році звільнився в запас. Переїхав до Харкова, де працював диспетчером на одному з підприємств міста.
Помер 1 серпня 1979 року. Похований у Харкові.

## Пам'ять
19 серпня 2013 року Денису Шелесту було встановлено меморіальна дошка на фасаді будинку де він мешкав. 12 жовтня 2014 року дощка була розбита невідомими. Пізніше була встановлена нова дошка. 28 лютого 2025 року дошку Денису Шелесту, яка була встановлена на проспекті Героїв Харкова, 15 — демонтовано.

## Нагороди
- Медаль «Золота Зірка» Героя Радянського Союзу (24.12.1943)
- Орден Леніна (24.12.1943)
- Два ордени Червоного Прапора (08.11.1943; 06.11.1947)
- Два ордени Олександра Невського (16.02.1945; 14.06.1945)
- Орден Вітчизняної війни 2 ступеня (26.08.1943)
- Орден Червоної Зірки (03.11.1944)
- Медалі